# Thelma Furness
Thelma Furness, viscontessa Furness (23 agosto 1904 – 29 gennaio 1970), nata Thelma Morgan, fu una amante del futuro re Edoardo VIII del Regno Unito, mentre era ancora principe del Galles.
Ha preceduto Wallis Simpson, per amore della quale Edoardo abdicò e divenne duca di Windsor, negli affetti del principe. Per quasi tutta la durata della sua relazione con il principe, fu sposata con un nobiluomo britannico, Marmaduke Furness, I visconte Furness. Il matrimonio terminò l'anno prima che finisse la sua relazione con il principe.
Il suo nome di battesimo era pronunciato secondo la moda spagnola come "TEL-ma." Era inoltre sorella gemella di Gloria Morgan Vanderbilt che fu sposata con Reginald Vanderbilt e da cui ebbe una figlia, Gloria Vanderbilt.

## Famiglia
Nata a Lucerna in Svizzera, era una figlia di Harry Hays Morgan Sr., un diplomatico americano che fu console degli Stati Uniti a Buenos Aires e a Bruxelles, e della moglie Laura Delphine Kilpatrick, di nazionalità cilena e irlandese-americana. Sposati nel 1893, divorziarono nel 1927.
Suo nonno materno era un generale dell'Unione, Judson Kilpatrick (1836–1881), che fu anche ministro degli Stati Uniti per il Cile, e attraverso sua nonna materna Luisa Fernandez de Valdivieso, che era una nipote di Crescente Errázuriz Valdivieso, arcivescovo di Santiago, si riportava che fosse una discendente della casata reale spagnola di Navarra.
Thelma Morgan aveva due sorelle: Gloria, sua gemella, madre della fashion designer e artista Gloria Vanderbilt, e nonna attraverso di ella del giornalista televisivo Anderson Cooper e Laura Consuelo Morgan (aka Tamar), che sposò il conte Jean de Maupas du Juglart (un nobiluomo francese), Benjamin Thaw, Jr. di Pittsburgh, e Alfons B. Landa, presidente della Colonial Airlines e vice-presidente del comitato finanziario del comitato nazionale democratico nel 1948. Ebbe anche un fratello, Harry Hays Morgan, Jr., che diventò un diplomatico e poi un attore hollywoodiano in film minori quali Abie's Irish Rose (1946), Joan of Arc (1948), e altri, e due sorellastre dal primo matrimonio di suo padre con Mary E. Edgerton, Constance (1887–1892) e Gladys "Margaret" Morgan (1889–1958).

## Matrimoni e rapporti sentimentali
Il suo primo marito fu James Vail Converse, un nipote di Theodore Newton Vail, ex presidente della American Telephone and Telegraph Company (AT&T). Si sposarono a Washington, il 16 febbraio 1922 quando lei aveva 17 anni; Converse aveva circa dieci anni più di lei ed era già stato sposato prima. Divorziarono a Los Angeles, il 10 aprile 1925. Da questo matrimonio ebbe un figliastro, James Vail Converse, Jr. (nato il 18 gennaio 1918), nato dal primo matrimonio di suo marito con Nadine Melbourne.
Dopo il divorzio, si vociferava che Thelma Morgan Converse fosse fidanzata con l'attore americano Richard Bennett, l'idolo dei matinée e padre delle star del cinema hollywoodiano Constance Bennett, Joan Bennett, e Barbara Bennett (la terza fu la madre del showman Morton Downey Jr.).
Il suo secondo marito fu Marmaduke Furness, I visconte Furness (1883–1940), presidente della Furness Shipping Company, di cui ella fu la sua seconda moglie. Si sposarono il 27 giugno 1926, e divorziarono nel 1933 Ebbero un solo figlio, William Anthony Furness, II visconte Furness, e in quanto moglie di un nobiluomo britannico era nota come Thelma, viscontessa Furness. Da questo matrimonio ebbe anche un figliastro, Hon. Christopher Furness, e una figliastra, Hon. Averill Furness.

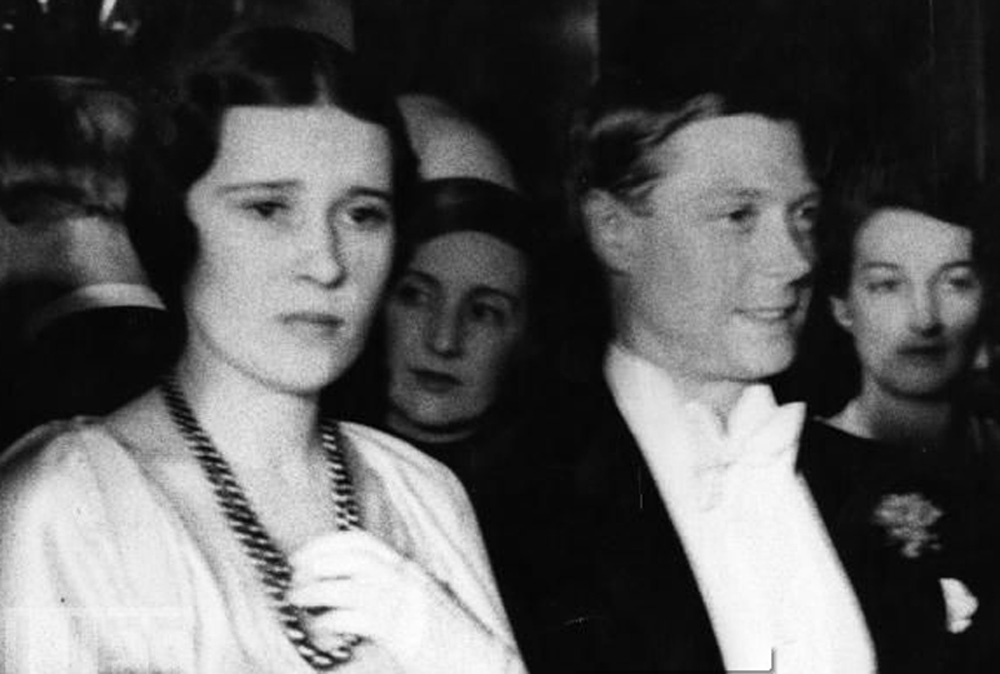
Thelma e il principe di Galles nel 1932

Lady Furness incontrò per la prima volta l'allora principe di Galles ad un ballo a Londonderry House nel 1926 ma non si incontrano di nuovo fino al Leicestershire Agricultural Show a Leicester il 14 giugno 1929. Il principe le chiese di cenare e si incontravano regolarmente fino a che non raggiunse il principe in un safari in Africa Occidentale al principio del 1930, quando si sviluppò un rapporto più stretto.